# Ubah Ali

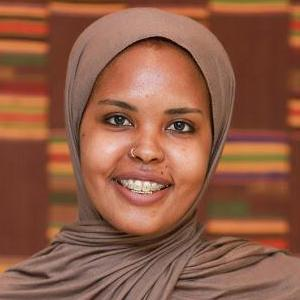
Ubah Ali

Ubah Ali (geboren 1996 in Burco, Region Togdheer, Somaliland) ist eine somaliländische soziale Aktivistin und Feministin, die sich gegen die weibliche Genitalverstümmelung und Genitalbeschneidung (FGS) einsetzt. Im Jahr 2020 wurde sie für ihr Engagement auf der BBC Liste der 100 einflussreichsten Frauen der Welt aufgeführt (100 Women (BBC)).

## Biographie
Beide Eltern von Ali hatten keinen Grundschulabschluss: Ihr Vater war Taxifahrer, bis er 2012 einen Schlaganfall erlitt, und ihre Mutter verkaufte Kleidung. Es war ihre Mutter, die Alis Bildung förderte und sie dazu ermutigte, sich für Stipendien zu bewerben. Sie studierte ab 2011 an der Abaarso School of Science and Technology und verließ diese 2015. Danach wechselte sie auf die Miss Hall’s School, die sie 2016 abschloss. Seit 2019 studiert sie an der American University of Beirut im Bachelor-Studium (BA) in Politik und Menschenrechte. Ihr Studium wird durch das Mastercard Foundation Scholars Program finanziert. Während ihres Studiums gibt sie auch syrischen Flüchtlingen Nachhilfeunterricht.

## Aktivitäten
Im Jahr 2015, im Alter von 18 Jahren, gründete Ali eine Organisation namens Rajo: Hope for Somaliland Community (Hoffnung für die Gemeinschaft Somaliland) mit dem Ziel, Waisenkindern und unterprivilegierten Schülern aus Somaliland Bildungschancen zu bieten. Dies wurde durch ihre Arbeit im Waisenhauszentrum in Hargeisa inspiriert, wo sie zwischen 2012 und 2015 Schülern Nachhilfeunterricht gab. Außerdem sammelte sie 2015 Spenden für die Gemeinden in Somaliland, die von der Dürre betroffen waren.
Im Jahr 2020 wurde Ali durch ihre Kampagne gegen weibliche Genitalverstümmelung (FGM) in Somaliland weithin bekannt. 2018 gründete sie die Stiftung Solace for Somaliland Girls Foundation, die sich durch Aufklärungs- und Sensibilisierungskampagnen für die Beendigung dieser Praxis einsetzt. Die Stiftung begründete die erste anti-FGM Gruppe in Somaliland. Während viele Somalier FGM mit der Scharia in Verbindung bringen, glaubt Ali zusammen mit Ärztinnen und Ärzten und einer wachsenden Zahl religiöser Führer, dass es sich um ein kulturelles Phänomen handelt, das verändert werden kann. Ali sowie ihre drei Schwestern sind selbst Überlebende von FGM.
2020 wurde Ubah Ali von der BBC in die Liste der 100 einflussreichsten Frauen der Welt aufgenommen.

## Auszeichnungen
- 2018–2019 Resolution Project Winner.[3]
- 2019 Volunteer of the Year, American University of Beirut.[4]
- 2020 BBC 100 Women List.[6]